# Habitatge al carrer Abadessa Reverter (Sant Vicenç dels Horts)
L'Habitatge al carrer Abadessa Reverter és una obra del municipi de Sant Vicenç dels Horts (Baix Llobregat) inclosa en l'Inventari del Patrimoni Arquitectònic de Catalunya.

## Descripció
Es tracta d'un edifici cantoner, envoltat de jardí, de planta rectangular i amb un cos hexagonal a cada extrem, excepte al SW. Consta de planta baixa i dos pisos i és cobert amb teula àrab. La composició exterior és simètrica a partir dels buits de la façana. Les obertures disposen de trencaaigües i arc deprimit convex, ornats amb ceràmica blavosa. Hi ha restes d'esgrafiats als muntants de les obertures. Barbacana i ràfec de fusta i persianes de llibret.
La tanca feta d'obra, ornada de ceràmica, i amb reixes de ferro envolta el jardí.